# 10938 Lorenzalevy
10938 Lorenzalevy eller 1998 SW60 är en asteroid i huvudbältet som upptäcktes den 17 september 1998 av LONEOS vid Anderson Mesa Station. Den är uppkallad efter Lorenza Levy.
Asteroiden har en diameter på ungefär 24 kilometer.